# Fields of Fire
Fields of Fire ist ein Lied von Big Country aus dem Jahr 1983, das von Stuart Adamson, Mark Brzezicki, Tony Butler und Bruce Watson geschrieben wurde und auf dem Album The Crossing erschien.

## Geschichte
Das Lied wurde am 18. Februar 1983 als Single veröffentlicht.
Der Folk-Rock-Titel wurde daraufhin ein Top-Ten-Erfolg im Vereinigten Königreich und gelangte im Februar 1984 in den Vereinigten Staaten in die Charts. Bei der Bewertung ihres Albums The Crossing, notierte Rolling Stone den Titel als „beste Hymne des Jahres“ und lobten die „Gitarren-Riffe“. Big Countrys Sänger und Bassist Tony Butler beschreibt das Lied als seinen Lieblingstitel.

## Musikvideo
Das Musikvideo beginnt mit einem Jungen, der mit seiner Modelleisenbahn spielt. Die Mitglieder der Band sind Passagiere im Zug und spielen dort das Lied. Als die Eisenbahn durch einen Tunnel fährt, stoppt die Bahn, da ein Musiker auf den Schienen spielt. Die Band steigt aus der Bahn und geht zum Musiker, die Bahn fährt weiter und die Band wandert mit dem Musiker zum Battle of Culloden.